# Euscelidia splendida
Euscelidia splendida là một loài ruồi trong họ Asilidae. Euscelidia splendida được Dikow miêu tả năm 2003. Loài này phân bố ở miền Ấn Độ - Mã Lai.